# Lundsberg
Lundsberg är en bebyggelse belägen vid södra änden av Hållsjön i Lungsunds socken i Storfors kommun. SCB avgränsade här från 2015 till 2023 en småort.
Friskolan Lundsbergs skola ligger i denna ort. Vidare finns en golfbana i Lundsberg, en 9-hålsanläggning med tillhörande driving range.